# Udo Beyer
Udo Beyer (n. 9 august 1955, Eisenhüttenstadt, Brandenburg, Germania) este un atlet ce a reprezentat Germania, medaliat olimpic. A participat la 4 ediții ale Jocurilor Olimpice (1976, 1980, 1988, 1992) în care a câștigat o medalie de aur și o medalie de bronz în proba aruncarea greutății. A fost campion european de două ori, în 1978 și 1982.

## Palmares
| An   | Competiție                      | Locație                      | Loc | Note    |
| ---- | ------------------------------- | ---------------------------- | --- | ------- |
| 1973 | Campionatul European de Juniori | Duisburg, Germania de Vest   | 1   | 19,65 m |
| 1974 | Campionatul European            | Roma, Italia                 | 8   | 19,63 m |
| 1976 | Jocurile Olimpice               | Montréal, Canada             | 1   | 21,05 m |
| 1977 | Cupa Europei                    | Helsinki, Finlanda           | 1   | 21,65 m |
| 1977 | Cupa Mondială                   | Düsseldorf, Germania de Vest | 1   | 21,74 m |
| 1978 | Campionatul European            | Praga, Cehoslovacia          | 1   | 21,08 m |
| 1979 | Cupa Europei                    | Torino, Helsinki             | 1   | 21,13 m |
| 1979 | Cupa Mondială                   | Montréal, Canada             | 1   | 20,45 m |
| 1979 | Universiada                     | Ciudad de México, Mexic      | 1   | 20,49 m |
| 1980 | Jocurile Olimpice               | Moscova, Uniunea Sovietică   | 3   | 21,06 m |
| 1981 | Cupa Europei                    | Zagreb, Iugoslavia           | 1   | 21,41 m |
| 1981 | Cupa Mondială                   | Roma, Italia                 | 1   | 21,40 m |
| 1982 | Campionatul European            | Atena, Grecia                | 1   | 21,50 m |
| 1983 | Campionatul Mondial             | Helsinki, Finlanda           | 6   | 20,09 m |
| 1985 | Jocurile Mondiale în sală       | Paris, Franța                | 2   | 21,10 m |
| 1986 | Campionatul European            | Stuttgart, Germania de Vest  | 3   | 20,74 m |
| 1987 | Campionatul Mondial             | Roma, Italia                 | 6   | 21,13 m |
| 1988 | Jocurile Olimpice               | Los Angeles, Statele Unite   | 4   | 21,40 m |
| 1990 | Campionatul European            | Split, Iugoslavia            | 5   | 20,21 m |
| 1992 | Jocurile Olimpice               | Barcelona, Spania            | 19  | 18,47 m |